# 镇虏卫
镇虏卫，明洪武二十六年（1393年）置，治今内蒙古自治区和林格尔县南大红城。永乐元年（1403年）迁治北直隶畿内。宣德元年（1426年）复还旧治。正统十四年（1449年）迁治天成卫城（今山西天镇县），与天成卫同治。清顺治七年（1650年）并入天成卫，改名天镇卫，雍正三年（1725年）改天镇县。 